# Karl Neuhof
Pour les articles homonymes, voir Neuhof.
Karl Neuhof (né le 25 novembre 1891 à Friedberg (Hesse), mort le 15 novembre 1943 au camp de Sachsenhausen) est un résistant allemand au nazisme.

## Biographie
Neuhof revient de la Première Guerre mondiale avec deux blessures et la Croix de fer, que lui remis personnellement l'empereur Guillaume II.
En 1921, il s'installe de Friedberg à Berlin. Il travaille comme négociant en grains dans une entreprise dirigée par un Juif. En 1923, il épouse Gertrud Jaffke. En 1926, il s'inscrit au KPD, à la Rote Hilfe Deutschlands et l'association sportive Fichte. Il habite Frohnau et est membre de la section de Glienicke/Nordbahn. Avec sa femme, il participe à une cantine populaire.
À partir de 1933, il devient chômeur puis travaille comme manœuvre dans la construction.
À la fin de l'automne 1942 et le 13 janvier 1943, son vieil ami Wilhelm Beuttel, instructeur du Comité central du KPD, vient à l'appartement de Neuhof à Berlin-Frohnau et lui demande une cachette. Le couple Neuhof lui accorde un abri, bien qu'il soit en danger lui-même. Le 10 février 1943, Wilhelm Beuttel et le couple Neuhof sont arrêtés. En octobre 1943, Karl Neuhof est amené au camp de concentration de Sachsenhausen et abattu en tant que combattant de la résistance juive le 15 novembre 1943. Gertrud Neuhof est envoyée au camp de concentration de Ravensbrück. Elle survit à la marche de la mort en mai 1945 et est libérée par l'Armée rouge.
Peter Neuhof, le fils de Karl et Gertrud Neuhof né en 1925, est également arrêté et reçoit en prison les écrits laissés par Karl Neuhof, un journal et des lettres.
La sœur de Karl Neuhof, Antonie Maurer, meurt au camp d'Uckermark. Sa mère Helene Neuhof meurt à 82 ans au camp de Theresienstadt.